# Marizy-Sainte-Geneviève
Marizy-Sainte-Geneviève es una comuna francesa situada en el departamento de Aisne, de la región de Alta Francia.

## Geografía
Está ubicada a 23 km al sur de Soissons.

## Demografía
| 161 | 167 | 120 | 114 | 98 | 124 | 135 | 131 |
| Para los censos de 1962 a 1999 la población legal corresponde a la población sin duplicidades (Fuente: INSEE [Consultar]) |     |     |     |    |     |     |     |